# علي حمود
علي حاج حمود (مواليد 1944) هو ضابط مخابرات سوري سابق والذي شغل منصب وزير الداخلية من 2001 إلى 2004.

## المنشأ
ولد حمود في حمص لأسرة علوية  في عام 1944.

## الحياة المهنية
خدم حمود رئيسا لإدارة الأمن العام كما أنه شارك في قمع الحركة الإسلامية خلال الفترة من 1976-1982. وكان ضابط استخبارات خدم في بيروت الغربية. ثم عين رئيس المخابرات العسكرية السورية في بيروت، وكان برتبة عميد . خلال فترة ولايته في لبنان، كان على علاقة وثيقة مع إميل لحود.
كان قد عين حمود كرئيس لإدارة المخابرات العامة في تشرين الأول 2001، ليحل محل علي حوري. بعد فترة وجيزة تم تعيينه وزيرا للداخلية في كانون الأول 2001 في تعديل وزاري من قبل بشار الأسد ليحل محل محمد حربة وزيرا للداخلية. تمّت ترقيته أيضا إلى رتبة لواء. مجلس الوزراء برئاسة رئيس الوزراء السابق محمد مصطفى ميرو. هشام اختيار خلف حمود رئيسا لإدارة المخابرات العامة. خدم حمود وزيرا للداخلية حتى تشرين الأول 2004 عندما حل محله غازي كنعان في تعديل وزاري.ط